# Tarenna uzungwaensis
Tarenna uzungwaensis är en måreväxtart som beskrevs av Diane Mary Bridson. Tarenna uzungwaensis ingår i släktet Tarenna och familjen måreväxter. Inga underarter finns listade i Catalogue of Life.